# Gare de Dannemarie
Ne doit pas être confondu avec Gare de Dannemarie - Velesmes.
La gare de Dannemarie est une gare ferroviaire française de la ligne de Paris-Est à Mulhouse-Ville, située à proximité du village centre, sur le territoire de la commune de Dannemarie, dans le département du Haut-Rhin, en région Grand Est.
Elle est mise en service en 1857 par la Compagnie des chemins de fer de l'Est. C'est une halte ferroviaire de la Société nationale des chemins de fer français (SNCF) desservie par des trains TER Grand Est.

## Situation ferroviaire
Établie à 318 m d'altitude, la gare de bifurcation de Dannemarie est située au point kilométrique (PK) 464,916 de la ligne de Paris-Est à Mulhouse-Ville, entre les gares de Valdieu (gare fermée), dont elle est séparée par le viaduc de Dannemarie, et de Ballersdorf, dont elle est séparée par le viaduc de Ballersdorf, et au PK 0,000 de l'ancienne ligne de Dannemarie à Pfetterhouse déclassée le 29 octobre 1970.
Elle possède un ancien faisceau de voies de service et à côté de la ligne principale se trouvaient plusieurs voies de garage. Aujourd'hui, leurs caténaires ont été déposées et les voies sont laissées à l'abandon.

## Histoire
La gare a été mise en service par la Compagnie des chemins de fer de l'Est le 15 octobre 1857, lors de l'arrivée du premier train en provenance de Bâle. Le bâtiment voyageurs est édifié en 1858.
L'actuel bâtiment voyageurs est construit au début du XXe siècle.

## Fréquentation
De 2015 à 2024, selon les estimations de la SNCF, la fréquentation annuelle de la gare s'élève aux nombres indiqués dans le tableau ci-dessous.
| Année     | 2015   | 2016   | 2017    | 2018   | 2019    | 2020   | 2021   | 2022   | 2023    | 2024    |
| --------- | ------ | ------ | ------- | ------ | ------- | ------ | ------ | ------ | ------- | ------- |
| Voyageurs | 90 221 | 90 147 | 100 724 | 98 973 | 109 780 | 73 044 | 85 930 | 97 869 | 109 937 | 110 374 |

## Service des voyageurs

### Accueil
Halte SNCF, c'est un point d'arrêt non géré (PANG) à entrée libre. Elle est équipée d'automates pour l'achat de titres de transport.
Un souterrain permet le passage d'un quai à l'autre.

### Desserte
Dannemarie est desservie par des trains TER Grand Est, qui effectuent des missions entre les gares de Belfort et de Mulhouse-Ville.

### Intermodalité
Un parc pour les vélos et un parking sont aménagés à ses abords. La halte est située à proximité immédiate du village de Dannemarie.

## Patrimoine ferroviaire
En novembre 2010, le bâtiment voyageurs, laissé à l'abandon, a été transformé en médiathèque. Près de la gare, se trouve une petite locomotive installée à poste fixe, comme monument.